# مسجد شيشة
مسجد شيشة (بالفارسية: مسجد شیشه) هو مسجد تاريخي يعود إلى عصر الدولة الصفوية، ويقع في أصفهان.